# Chilecebus carrascoensis
Chilecebus carrascoensis — викопний вид широконосих приматів родини капуцинових (Cebidae), що існував в міоцені (21-17 млн років тому). Скам'янілі рештки знайдені у відкладеннях формації Абаніко в Чилі. За оцінками, мавпа важила 590 г.